# Instytut Nauk o Rodzinie Uniwersytetu Opolskiego
Instytut Nauk o Rodzinie Uniwersytetu Opolskiego – jednostka dydaktyczno-naukowa należąca do struktur Wydziału Teologicznego Uniwersytetu Opolskiego. Dzieli się na 5 katedr. Prowadzi działalność dydaktyczną i badawczą związaną z dialogiem ekumenicznym wobec współczesnych konfliktów konfesyjno-religijnych, dialogiem interkulturowym na rzecz obrony praw mniejszości narodowo-etnicznych, podstawami rozwiązywania konfliktów natury społeczno-religijnej. Siedzibą instytutu jest gmach, położony przy ulicy Drzymały 1a w Opolu.

## Adres
Instytut Nauk o Rodzinie 

Uniwersytetu Opolskiego 

ul. Drzymały 1a 

45-342 Opole

## Władze (2012–2016)
Dyrektor: ks. prof. dr hab. Piotr Morciniec

## Struktura organizacyjna

### Katedra Antropologii i Teologii Rodziny
Pracownicy:
- Kierownik: ks. prof. dr hab. Jan Kochel

### Katedra Bioetyki i Etyki Społecznej
Pracownicy:
- Kierownik:  ks. prof. dr hab. Piotr Morciniec
- ks. dr Janusz Podzielny

### Katedra Duszpasterstwa i Profilaktyki Dysfunkcji Rodziny
Pracownicy:
- Kierownik: ks. dr hab. Paweł Landwójtowicz, prof. UO

### Katedra Europejska Jeana Monneta
Pracownicy:
- Kierownik: ks. prof. dr hab. Stanisław Rabiej
- ks. dr Norbert Wons

### Katedra Psychologii i Pedagogiki Rodziny
Pracownicy:
- Kierownik:  ks. dr hab. Dariusz Krok, prof. UO
- dr Joanna Dzierżanowska-Peszko
- ks. mgr Leszek Waga